# Marzacotto
El marzacotto es un material cerámico usado para la elaboración de la mayólica, citado en la literatura tradicional del renacimiento. Está compuesto de arena de sílice o feldespática, calcinado con plomo y estaño. La primera referencia a su elaboración nos la da  Cipriano Piccolpasso en su segundo libro describe la composición del marzacotto, sustancia con que se elabora el esmalte blanco distintivo de la mayólica, es en realidad un silicato de potasio y plomo. El marzacotto pulverizado es mezclado con estaño para formar el blanco (bianco). Algunos autores señalan también como importante en  la elaboración el orujo del vino, junto a la sal y el plomo.
La proporción de estaño y plomo combinados, es otra parte esencial variando desde el 1/4  a 1/7, esta mezcla se denomina stagno accordato. El proceso en la Florencia de los Medicis puede ser el siguiente el marzacotto, y el poso del vino se le añade las arenas cuarzosa y la sal, calcinándolo a 1100 °C.

## Sinónimos
- (en italiano), mazzacotto.[4]